# Mała Kopania
Mała Kopania (ukr. Мала Копаня) – wieś na Ukrainie, w obwodzie zakarpackim, w rejonie berehowskim, w hromadzie Wynohradiw. W 2001 liczyła 1380 mieszkańców.